# Landelin Winterer
Landelin Winterer (1832 - 1911) fou un sacerdot i polític alsacià. Exercí com a capella a Mülhausen i el 1874 fou escollit com a diputat protestatari al Reichstag pel districte d'Altkirch fins al 1894. Es mostrà partidari de participar en la política local i el 1894 fundà amb Jacques Preiss i Émile Wetterlé el Liberale Landespartei.